# Chapel Royal

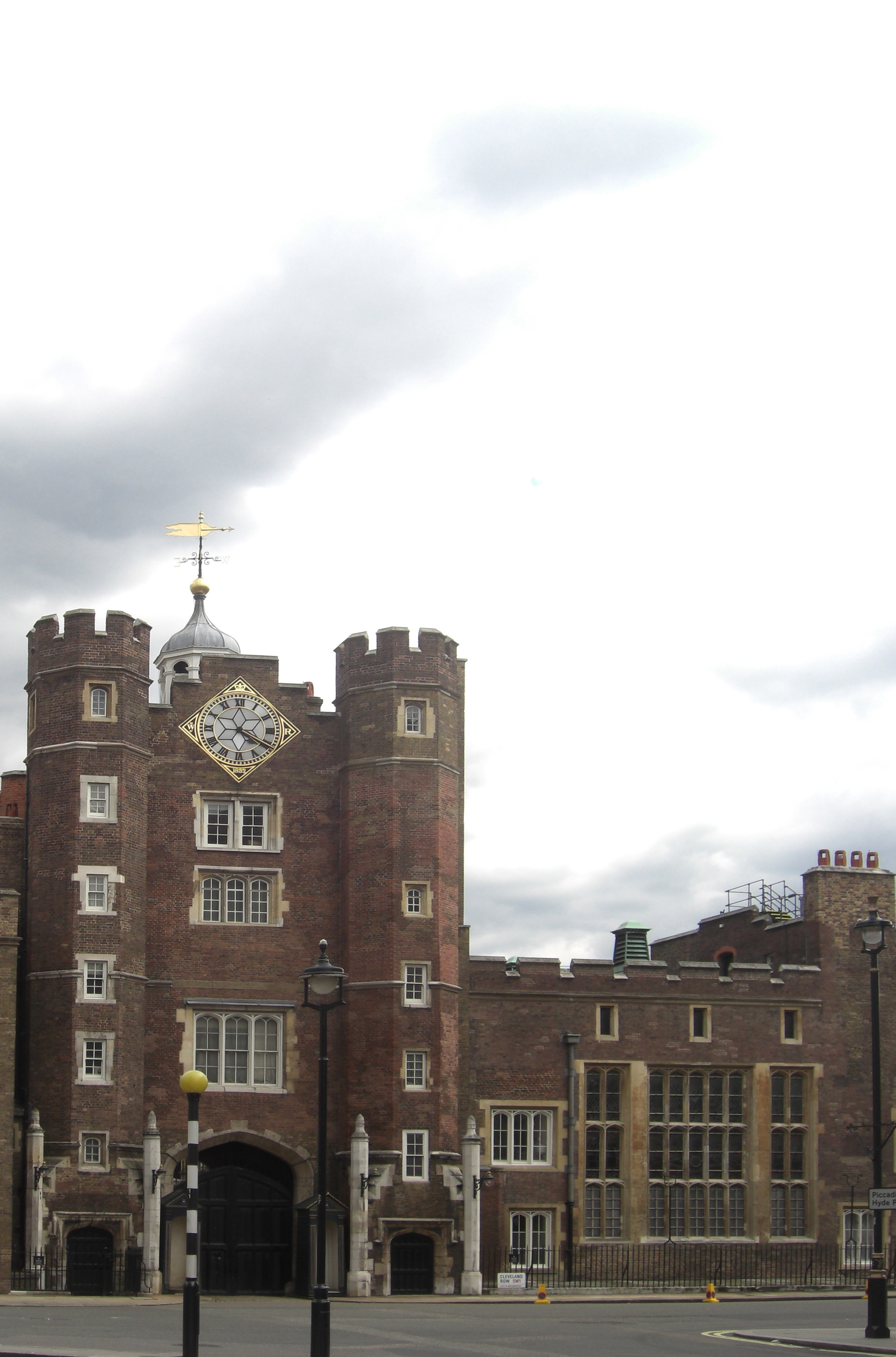
Una ventana de la Capilla Real a la derecha de la entrada principal, el Palacio de St. James, Londres

La Chapel Royal es la capilla real británica, un conjunto de músicos (cantores e instrumentistas) que realizan el servicio musical en los actos religiosos de los monarcas británicos. Actualmente las dos capillas británicas existentes son la Chapel Royal (en español: Capilla real) y la Queen's Chapel (en español: Capilla de la Reina). El término "capilla real" se refiere tanto al grupo de músicos como al edificio.

## Historia
Las fechas de aparición de la Chapel Royal se remontan a finales del siglo XIII. En aquella época los sacerdotes y el cuerpo de músicos viajaban con el rey dondequiera que éste fuese. En el siglo XVII la capilla tenía su propio espacio construido en Whitehall, que fue destruido por un incendio el 1698. Desde el 1702 se encuentra en el St James's Palace, no muy lejos del Palacio de Buckingham, en Londres.
En los siglos XVI y XVII el cuerpo tenía fama de ser el mejor de Inglaterra. A Carlos II le gustaban los instrumentos musicales, y así a menudo se añadían al cuerpo violines, laúdes y violas.
Algunos compositores muy famosos fueron organistas en la Chapel Royal. Así, William Byrd (c. 1.572-c. 1618) y Thomas Tallis (c. 1545 hasta 1585) fueron organistas durante el reinado de Isabel I. También destacan John Bull (1591 a 1613), Orlando Gibbons (1.605-1625 ), John Blow (c. 1673-1708), Henry Purcell (1682-1695), Jeremiah Clarke (1704 a 1707), William Croft (1708 a 1727), y Georg Friedrich Händel (1723-1759). En la época de Handel, como éste era alemán, no se le permitía ser miembro de la capilla. En cambio, se le dio un título especial: "Composer of Musick of His Majesty 's Chappel Royal" (Compositor de música de la capilla real de su Majestad).